# Конус Вінстона
Конус Вінстона — оптичний елемент, що має форму частини параболоїда обертання не симетричної відносно осі цього параболоїда з дзеркальною внутрішньою поверхнею. Використовується для збирання світла, що надходить з більшої апертури, на меншу апертуру (наприклад, у віконце фотодетектора, фотопомножувача та ін.). Конуси Вінстона можуть збирати не тільки видиме світло, але й також широкий спектр електромагнітного випромінювання з іншими довжинами хвилі. Тому їх часто використовують для фокусування інфрачервоного випромінювання, головним чином через брак матеріалів придатних для виготовлення лінз в цьому діапазоні. Проте на відміну від лінз конуси Вінстона не можуть створюють зображення.
Конуси Вінстона названі на честь їх винахідника — американського фізика Рональда Вінстона.